# 九七式重轟炸機
九七式重轟炸機為三菱重工業替大日本帝國陸軍生產的轟炸機，開發代號Ki-21，同盟國軍暱稱Sally，常出現的簡稱有九七重爆、九七重、九七式重爆等。

## 開發起源
1935年（昭和10年）9月，帝國陸軍公布九三式重轟炸機的後繼機種開發需求，陸軍分別以「航技秘第41號」公文委託中島飛機代號Ki-19、「航技秘第42號」公文委託三菱重工代號Ki-21、「航技秘第52號」委託川崎重工代號Ki-22，各自進行後繼機基礎設計。1936年2月15日，日本陸軍決議由中島、三菱的基礎方案各自製作原型機，川崎的設計則未通過審查。陸軍的主要求為：
1. 一架單翼、雙發動機構型，引擎各自選定的飛機。
2. 極速超過每小時400公里。
3. 續航力超過5小時。
4. 載彈量至少750公斤（最多1000公斤）。
5. 試制機要在1936年10月前完成。

- 日本陸軍的轟炸機運用思想

由上述需求可觀察到一些特色，日本帝國陸軍的轟炸機並不追求高載彈量，而是以要求能兼顧一定酬載量後的極速。

1930年代中期開發的雙引擎轟炸機雖然開始有新材質降低空氣阻力，但動力輸出方面仍然只有1千匹馬力左右的引擎可供選擇，反射在飛機上的物理極限就變得讓大多數轟炸機載彈量只能限制在1千公斤上下，對彈倉來講頂多就是多一顆或少一顆炸彈的差別，因此不同國家面對不同敵人時，也就各自衍生出不同的攻擊目標選定，及設計重點。
1930年代的日本陸軍假想敵除了中華民國外，就只有蘇聯。這兩個國家雖然幅員廣闊，但基礎建設也差；只要能打擊機場這類關鍵基礎系統，壓縮敵國戰鬥機或重裝部隊的操作領域，就能有效掌握前線制空權，進而贏得戰場優勢。但在完成打擊目標前，轟炸機得在敵方戰鬥機空域作戰，為此轟炸機需要和戰鬥機匹敵的速度，較優越的操作性能，及全領域防護火網等來增加生存性，攜帶的炸彈也是以小型、多數量的反機場用炸彈為主。400公里的極速當時來說已經超過主力雙翼機如I-15之類，日本陸軍的轟炸機角色與其說為戰術轟炸機，更偏向於長程密接攻擊機。類似的戰術邏輯也存在於蘇聯的雙發戰術轟炸機上，但是蘇聯的轟炸機相較來說速度更快，卻也更短腿。
這套戰術思想並沒有因戰爭對象轉換成英美等國後而改變，因此太平洋戰爭初期日軍採攻勢行動時，日本陸軍的轟炸機就變成跑不贏新型戰鬥機、飛不遠、載彈量不大的尷尬角色。而各國在軍事設備防護與維修技術日趨強化後，前線打擊的效果也越來越差，日本軍方並沒有切實掌控轉換戰術，使得後續開發上出現目標錯置的問題。
- 混合設計

三菱重工的Ki21因為Ha-6發動機的開發問題延遲，直至1936年12月才讓試製機出廠。而陸軍在1937年測試的結果卻發現兩家原型機都沒辦法達到標準，但最後陸軍決定接受Ki21的機體設計，但要求三菱必須把引擎更換成中島製造的Ha-5發動機，同時運用一部分Ki19較為優異的設計（機首機槍座外型、炸彈艙構型等）來改善性能。結合兩家設計的改良型Ki21在1937年測試時一舉突破1935年推出、動力及規格略於伯仲之間的九六式陸上攻擊機性能表現；同時因為成功吸收了競爭對手的技術，讓三菱設計轟炸機的能力更加完整。完成測試的機種在1937年正式採用，並定名為九七式重爆擊機一型（キ21-I）。

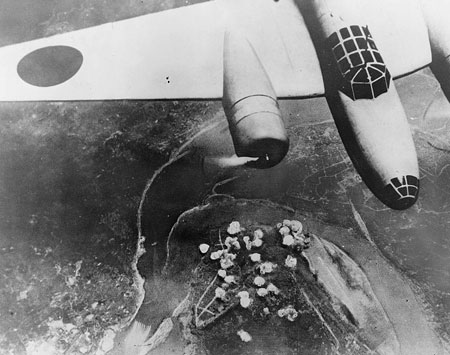
1940年6月，在中國陪都重慶執行轟炸任務的的九七重爆一型

然而，複列式14汽缸的Ha-5發動機推力仍然不滿1千匹馬力，也就是1930年代前半空冷發動機的技術極限。這等出力對總重快10噸的轟炸機來說有些虛弱，同樣的問題在九六陸攻上也發生。在1939年11月，三菱被委託強化九七重爆的動力，此時三菱已經開發出實績優秀的氣冷活塞發動機，因此也就不再使用中島系引擎，而改用新開發、動力達1,450匹馬力的Ha-101發動機，並將起落架改為全埋式設計改善空氣阻力，改良型於1940年12月出廠。受惠於幾乎快翻倍的動力輸出，九七重爆的載彈量、防禦配置等也就有餘裕強化，且航速還略微提升；測試通過後定名九七式重爆擊機二型（キ21-II），雖然同時後繼型號吞龍重轟炸機已經試飛，但因測試延宕且性能並無全面壓倒九七重轟，使得本型機與下一代型號並行量產，直到四式重轟飛龍推出後的1944年9月才完全停產，因生產時間幾乎與二戰併行，產量也居日本戰術轟炸機之冠，因此九七重轟也成為日本帝國陸軍最主要，也最普及的戰術轟炸機。

## 運輸機型

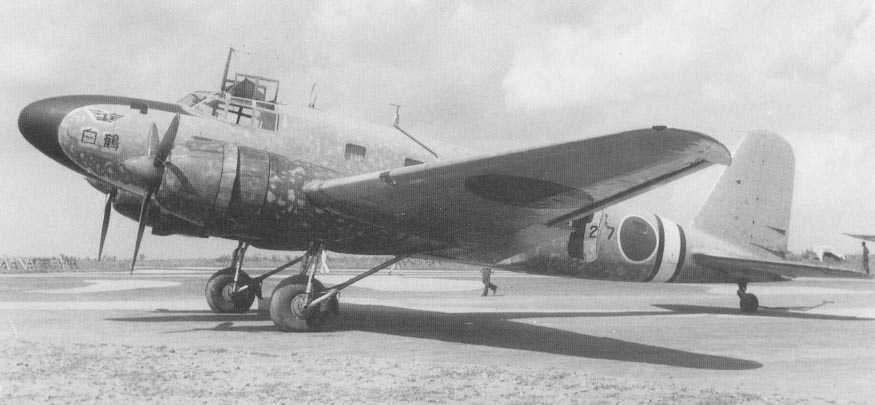
九七式的運輸機改型，百式運輸機

與九六陸攻相同狀況，日本軍方看中了雙發機的酬載能力，因此在1940年改裝了舊型的九七重爆作為運輸機用，運輸機型號稱為Ki57百式運輸機，民用版稱為MC-20客機。
除了以九七重爆量產型為藍本製造的客機外，尚有將Ki21原型機改裝的貨機，此型號稱為MC-21，僅有大日本航空使用。

## 作戰狀況
九七重轟量產後編入以戰術轟炸機為主的飛行戰隊，首批換裝為中國戰線的第60飛行戰隊，該戰隊在1938年末完成36架九七重轟一型甲換裝，並於1938年12月26日與第18飛行戰隊、第98飛行戰隊配備的伊式重轟一同進行對重慶的戰略轟炸任務。與Br.20相比，九七重轟就妥善率、酬載力等都頗受好評。在1939年第二批次換裝的部隊為第58飛行戰隊、第61飛行戰隊，兩支中隊同樣運用九七重轟一型甲，皆佈署在滿州國，因應蘇聯，第61戰隊在諾門罕戰役曾有參戰，但未有顯著戰果。但經由該場戰役日軍確切了解一型甲的先天缺陷，並反饋到後續改良項目。
在1941年12月8日日本帝國偷襲珍珠港成功後，帝國日軍隨即開始入侵東南亞，當時佈署在臺灣的九七重轟有第5飛行戰隊、第14飛行戰隊、第62飛行戰隊；在法屬印度支那則有第3飛行戰隊、第12飛行戰隊、第60飛行戰隊、第98飛行戰隊。同日台灣時間早上4點半（日本時間5點半），陸軍第14飛行戰隊所屬之17架九七重轟自臺灣起飛，轟炸呂宋島碧瑤市的海約翰營區，空襲機隊在上午8點19分抵達目標地，毫無損傷的情況下完成任務。隨後九七重轟伴隨帝國陸軍南侵的腳步，提供陸上部隊有效的轟炸支援。由於後繼機百式重爆·吞龍性能平庸，且物資拮据的前線單位對其引擎妥善率不甚滿意，到戰爭中後期九七重轟仍是陸軍的主力攻擊機，直到四式重爆·飛龍服役後帝國陸軍才完成戰術攻擊機的換代。仍服役的九七重轟則轉換為運輸、聯絡、巡邏、拖靶等勤務機運用。
除了傳統的對地轟炸，紐幾內亞戰役當中，因為當地環境需求，有少量的九七重轟裝上雷達作為海上反潛巡邏機運用。為此陸軍派遣富永武上尉至吳海軍航空隊接受反潛戰術教育，由富永上尉指揮的改造九七重轟在1944年3月10日、4月25日、4月27日疑似擊沉盟軍潛艦，隨後日軍撥交改造了至少9架九七重轟二型，並組建獨立飛行第31中隊執行反潛任務。

## 衍生型
九七重爆試作型（キ21）
三菱在1936年製造的原型機，共製造8架。外型與後續量產版有較大的差異。
九七重轟炸機一型甲（キ21-I甲）
採用中島キ-19的技術改良初期量產型，使用動力為Ha-5發動機（離陸出力950匹馬力），自衛機槍3挺。143架由中島代工。
九七重轟炸機一型乙（キ21-I乙）
經中國華北戰場佈署後經驗反饋的改型，使用動力改為防砂塵效果較好、出力略為提升的Ha-5改發動機（離陸出力1,080匹馬力，空中極限950匹馬力）、增強機體防禦力至防衛機槍5挺，機翼油箱與潤滑油油箱均外敷耐燃橡膠避免中彈誘燃。三菱製造120架，中島製造351架。
九七重轟炸機一型丙（キ21-I丙）
九七重爆二型的過渡版。採用一型引擎及二型機身，飛行性能略為下滑，可在炸彈艙搭載500公升副油箱，為了抵銷增加的重量因此起落架輪胎加大；三菱製造160架。
九七重轟炸機二型（キ21-II）
九七重爆改良型原型機，共生產4架。
九七重轟炸機二型甲（キ21-II甲）
1940年後量產的九七重爆改良型，除更換引擎、燃料容量增加、主翼及垂直尾翼也修改設計、並增設防衛機槍至7挺。三菱生產590架。
九七重轟炸機二型乙（キ21-II乙）
九七重爆最終量產型。機背防衛機槍更換為12.7公厘重機槍，修正部分槍塔與空氣動力設計，機背換裝球形槍塔；從1300號機起納入完整防護設備，包括主副駕駛、機槍手座位裝設16公釐厚的防護裝甲、後方槍塔及正副駕駛座艙配備70公釐厚的防彈玻璃、全部油箱均敷設厚16公厘的橡膠自封油箱，主翼與機身油箱增設二氧化碳自動滅火設備。由三菱重工生產688架。
九七重轟炸機二型丙（キ21-II丙）
實驗機型，在九七重爆上裝設機載雷達タキ１，由二式乙型改裝9架編入獨立飛行第31中隊作為菲律賓至印尼間充當海上巡邏機運用，未量產。

## 基本資料
- 乘員:7人(駕駛+副駕駛+水平投彈手+防衛機槍手)
- 機長:16米
- 翼展:22.5米
- 機高:4.85米
- 空重:6,070公斤
- 最重:10,610公斤
- 機翼面積:69.6平方米
- 最快速度:478公里/小時
- 航程:2,700公里
- 昇限:10,000米
- 發動機:2具三菱Ha-101風冷式發動機(1,500匹馬力)
- 武裝:4挺7.7毫米口徑八九式機槍+機後一挺12.7毫米口徑Ho-103重機槍+1,000公斤炸彈

## 使用國家
- 日本
- 泰國
- 印度尼西亞

## 外部連接
- Ki-21. Энциклопедия «Уголок неба».（页面存档备份，存于）（俄文）